# Halltorps landskommun
Halltorps landskommun var en kommun i Kalmar län.

## Administrativ historik
Kommunen inrättades som landskommun i Halltorps socken i Södra Möre härad i Småland när 1862 års kommunalförordningar trädde i kraft. Den uppgick 1952 i Södermöre landskommun som 1971 uppgick i Kalmar kommun.

## Politik

### Mandatfördelning i Halltorps landskommun 1938-1946
| 8 | 12 |

| 20 |

| 8 | 5 | 7 |

| 20 |

| 8 | 4 | 8 |

| 20 |